# Горная (ветер)
Го́рная — северо-западный ветер на Байкале. Назван так потому, что дует с Приморского и Байкальского хребтов на водную гладь Байкала. Самый частый ветер в октябре и ноябре.
Возникает, когда накопившийся за хребтами в обширной равнинной части Иркутской области холодный арктический воздух, которому свойственны высокие значения атмосферного давления в условиях антициклональной погоды, переваливает их и устремляется к Байкалу, для которого характерно низкое атмосферное давление. Наиболее благоприятные условия для разгона воздушных потоков существуют в долинах горных рек, где создаются условия аэродинамической трубы и где возникают сарма, харахаиха и другие разновидности местных ветров ураганной силы. Горная налетает внезапно, скорость нарастает скачкообразно, максимальное значение может достигать 40—50 м/с.
Предвестниками ветра обычно бывают разорванно-кучевые облака (Stratus fractus) над вершинами хребтов западного берега озера.
Горная по своим характеристикам может быть названа борой.